# Pura Besakih

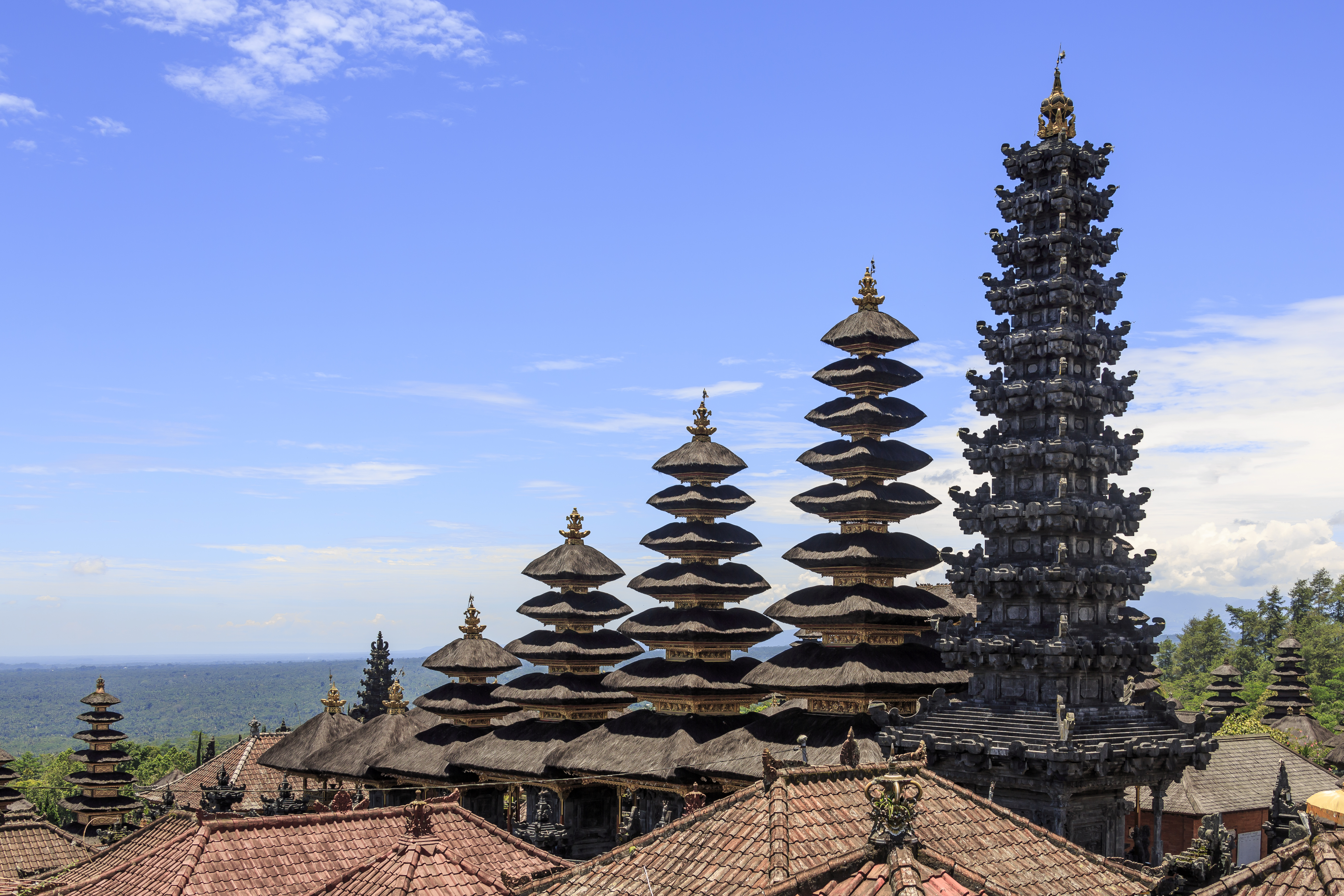
Torres Meru (pelinggih meru) no Pura Besakih

O Templo de Besakih (em balinês: Pura Besakih) ou Templo Mãe de Besakih é um complexo de  templos hindus situado na aldeia de Besakih, nas encostas do monte Agung, um vulcão ativo com 3 148 metros de altitude na parte oriental da ilha do Bali, Indonésia. É o maior, mais sagrado e mais importante templo  hindu do Bali. É composto por 23 puras (templos), sendo o maior e mais importante o Pura Penataran Agung.
Todos os anos são celebrados pelo menos 70 festivais no complexo, pois quase todos os santuários celebram um festival anual, baseado no calendário balinês Pawukon de 210 dias. Em 2013, o complexo foi visitado por mais de 100 000 turistas, 85% deles estrangeiros.

## História
Não se sabe ao certo a origem do complexo, mas a julgar pelas bases de pedra do Pura Penataran Agung e de vários outros templos, que se assemelham a pirâmides megalíticas em escada, supõe-se que terá mais de dois mil anos.[carece de fontes?] Outras fontes datam a construção do século X, sendo originalmente um templo dedicado ao deus dragão Besakih, que supostamente vive na montanha sagrada.
Há a certeza de que é usado como local de culto hindu desde pelo menos 1284, quando os primeiros conquistadores javaneses se instalaram no Bali. No século XV, Pura Besakih tinha-se tornado um templo estatal da dinastia Gelgel.
Em 1963, uma série de erupções do vulcão do monte Agung que provocaram cerca de 1 700 vítimas mortais ameaçaram Pura Besakih. As torrentes de lava passaram a poucos metros do complexo. A salvaguarda do templo é vista como miraculosa pelos balineses e como um sinal que os deuses quiseram mostrar o seu poder mas não destruir o monumento à fé construída pelos balineses.

## Arquitetura
Os 23 templos do complexo ocupam seis terraços sucessivos na encosta do Agung, a cerca de mil metros de altitude. A entrada é feita por um candi bentar (tipo de porta monumental típica da arquitetura balinesa que se  (que se assemelha a um templo em forma de torre no qual foi aberta uma passagem de alto a baixo). Após a entrada, um paduraksa ou kori agung (portão com uma torre com telhado) dá acesso a um segundo pátio. Os seis níveis são ligados por escadarias, pelas quais se acede a pátios e portais de tijolo que por sua vez conduzem ao pelinggih merus principal (ou "torre Meru", com vários telhados sobrepostos, que representam o monte Meru da mitologia hindu), o qual se chama Pura Penataran Agung. Todas as escadarias estão alinhadas num mesmo eixo, desenhado de forma a conduzir os fiéis para cima, para mais perto da montanha, a qual é considerada sagrada.
O centro simbólico do santuário principal, o Pura Penataran Agung, é o padmasana ou "trono de lótus" de Acintya (ou Sang Hyang Widhi Wasa), a divindade suprema do hinduísmo balinês, que data do século XVII.